# Філіпов Олексій Михайлович
Олексій Михайлович Філіпов (30 березня 1902 — 30 червня 1955) — український педагогічний діяч родом з Кіровоградщини.

## Життєпис
Народився в селі Дмитрівка тепер Знам'янський район Кіровоградської області. 1923 закінчив Вищі педагогічні курси в Києві. Працював учителем. 1930 закінчив Одеський інститут народного господарства.
Працював у шкільній адміністрації, директором Київського Педагогічного Інституту, заступником наркома освіти, згодом заступником міністра освіти УРСР (1944 — 1955), редактор журналу «Радянська Школа» (1947—1951).
Помер у Києві. Похований там же.
Праця «Розвиток радянської школи в Українській РСР у період першої післявоєнної п'ятирічки, 1946—1950» (1957).